# 焰摩天
焰摩天，也稱閻摩天・閻魔天，是佛教吸收印度神話的閻魔（Yama）而來，列於天部。主司命運、死、冥界。在密教中是守護各方位的八方天、十二天之一尊，南方的守護神，所以也稱南方焰摩天。

## 形象
乘水牛，右手執人頭幢，左手仰掌。有二天女侍，二鬼使者持刀捧戟。赤黑色，垂右腳。印相為先合掌，二小指屈中節而背相著，二人指亦屈而背相著，以拇指各持人指中節。
《華嚴經》稱，證第四地焰慧地的菩薩，多投生為夜摩天王。

## 真言
真言曰：──喃。焰摩耶（平等又靜息），娑嚩訶。

## 圖像

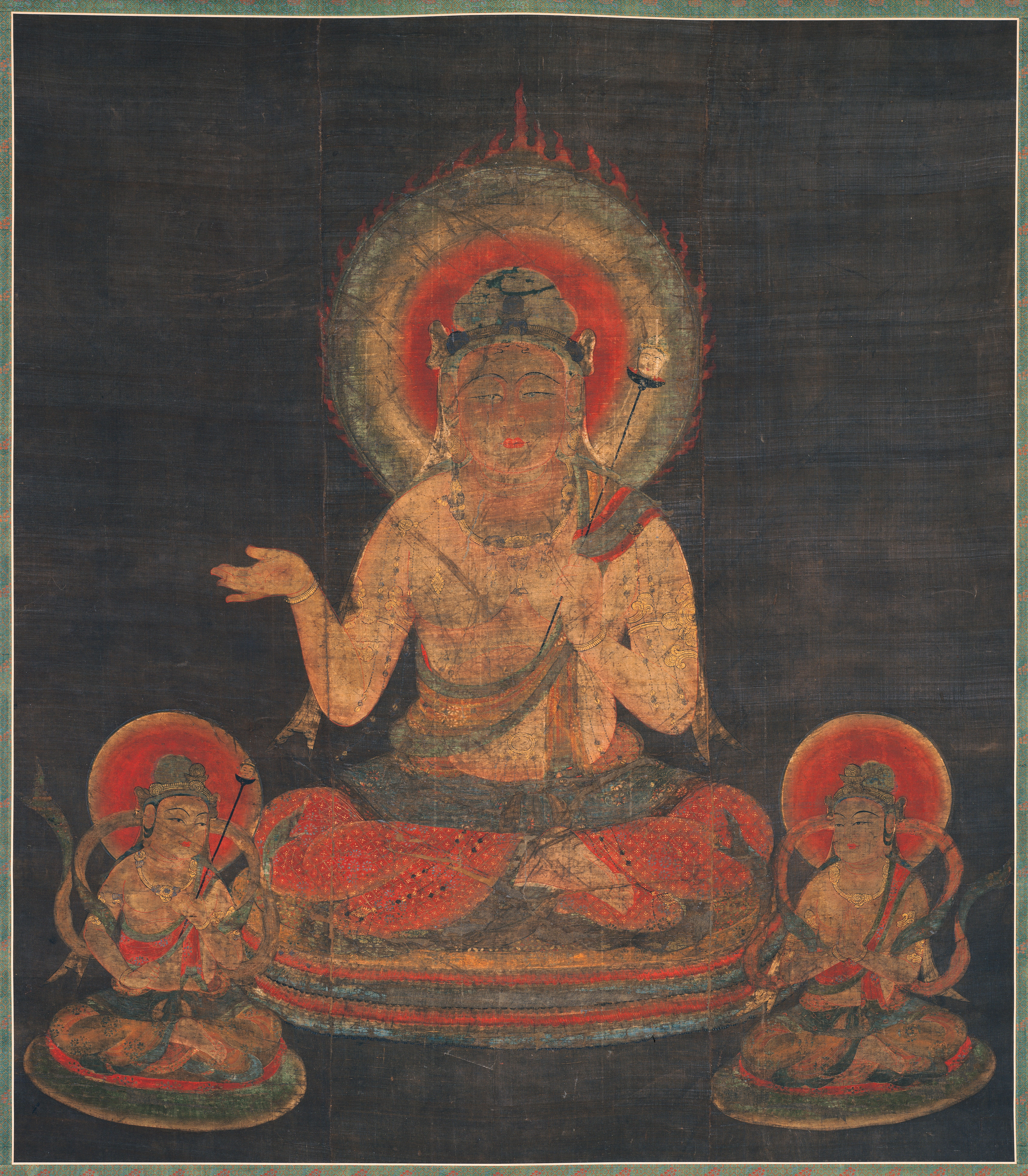
焰摩天像 （京都國立博物館所蔵）
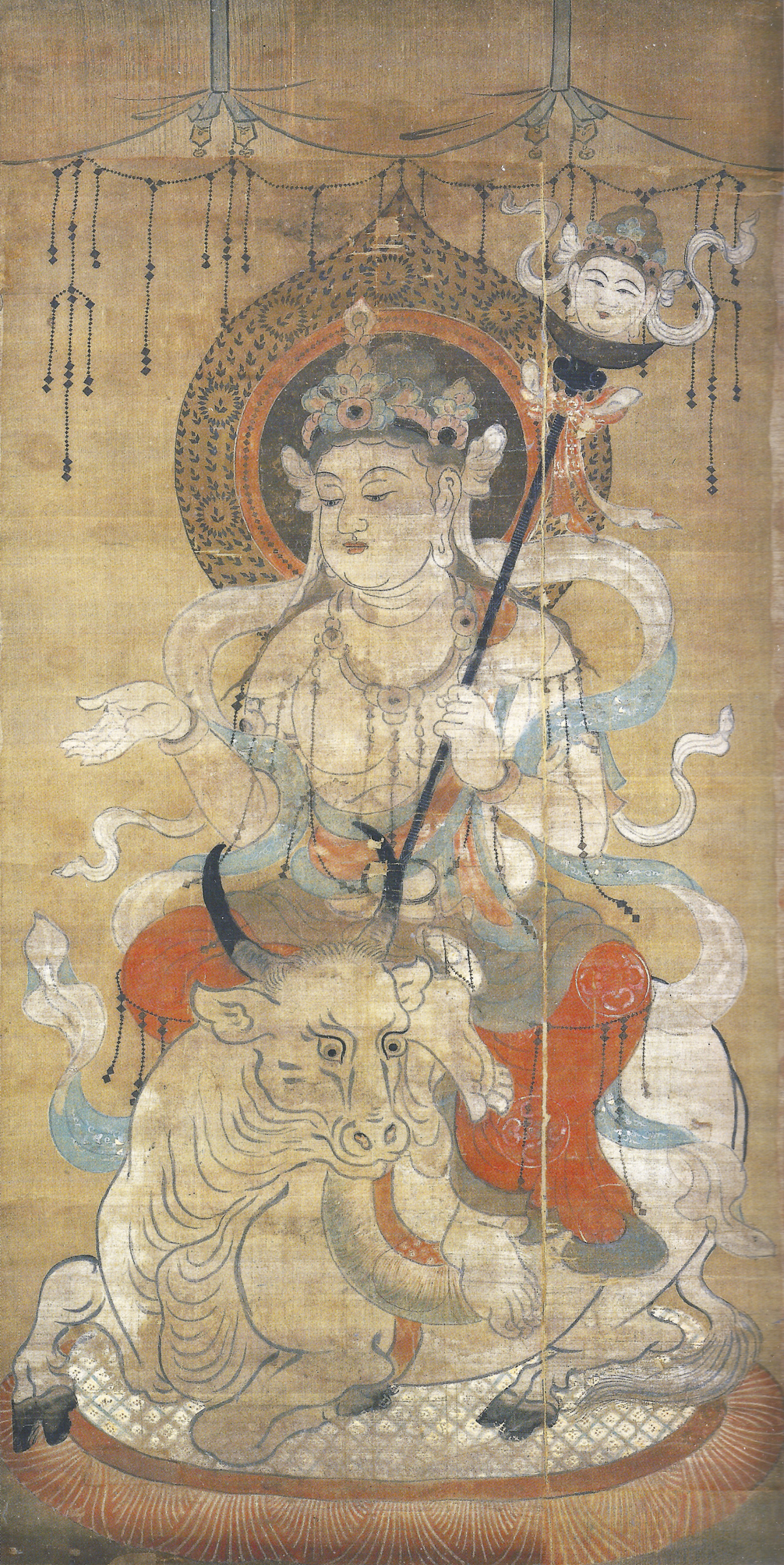
焰摩天像 （醍醐寺・鎌倉時代）

## 關連項目
- 夜摩天